# Considered harmful

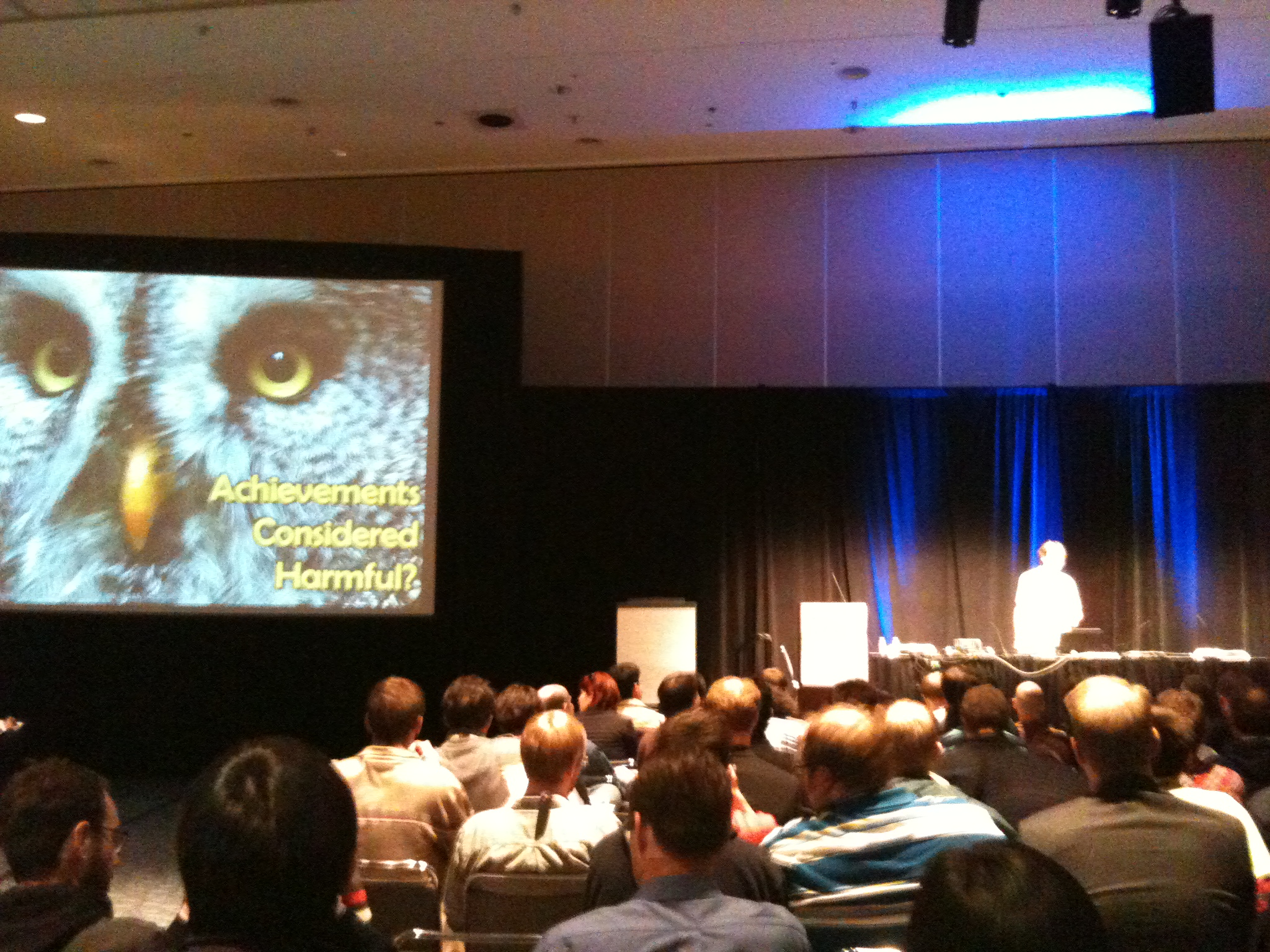
Презентация «Achievements considered harmful?» на Game Developers Conference в 2010 году.

Considered harmful (с англ. — «считается вредным», «опасным») — фразема, широко используемая в заголовках критических эссе по информатике и смежных дисциплинах (существует как минимум 65 таких работ). Вошла в оборот благодаря заметке «Go To Statement Considered Harmful» (с англ. — «О вреде оператора goto») Эдсгера Дейкстры, опубликованной в мартовском выпуске журнала Communications of the ACM 1968 года, в которой автор критиковал чрезмерное использование оператора goto в языках программирования той эпохи и пропагандировал вместо него структурное программирование. Оригинальным заголовком письма, посланного в журнал, было «A Case Against the Goto Statement» (с англ. — «Дело в отношении оператора goto»), но редактор Никлаус Вирт изменил заголовок на «Go To Statement Considered Harmful». Дональд Кнут в отношении нового заголовка письма саркастически сказал, что «доктор Гото [Goto] с улыбкой пожаловался, что им всегда пренебрегают».
Критика Фрэнка Рубина по поводу письма Дейкстры была опубликована в мартовском выпуске Communications of the ACM 1987 года под заголовком «„GOTO Considered Harmful“ Considered Harmful» (с англ. — «О вреде „О вреде оператора goto“»). Майский номер журнала того же года вышел с дальнейшими ответами, как «за», так и «против» goto, под заголовком «„«GOTO Considered Harmful» Considered Harmful“ Considered Harmful?» (с англ. — «„О вреде «О вреде оператора goto»“ вреден?»). Ответ самого Дейкстры на эту дискуссию был озаглавлен «On a Somewhat Disappointing Correspondence» (с англ. — «О несколько разочаровывающей переписке»).
Согласно лингвисту Марку Либерману, фраза «considered harmful» являлась журналистским клише и использовалась в заголовках и до статьи Дейкстры. Он цитирует заголовок письма, опубликованного 12 августа 1949 года в The New York Times: «Rent Control Controversy / Enacting Now of Hasty Legislation Considered Harmful» (с англ. — «Споры о контроле над арендной платой. Вступление в силу поспешно разработанных законов признано вредным»).
В жаргоне программистов встречаются варианты выражения с заменой прилагательного (considered silly и так далее).